# Zeche Ringeltaube
Die Zeche Ringeltaube ist ein ehemaliges Steinkohlenbergwerk in Witten im Bereich der Stadtteile Stockum, Düren und Annen. Das Bergwerk war auch unter dem Namen Zeche Vereinigte Ringeltaube bekannt. Die Gewerkschaft der Zeche Ringeltaube gehörte zu den Gründungsmitgliedern des Rheinisch-Westfälischen Kohlen-Syndikats. Das Bergwerk wurde zunächst mittels Stollenbau betrieben, später ging man zum Tiefbau über.

## Geschichte

### Die Anfänge
Die erste Mutung unter dem Namen Ringeltaube wurde im Jahr 1766 auf ein schmales Flöz im Wullener Feld eingelegt. Im Jahr 1767 war der Stollen bereits in Betrieb genommen worden. Das Mundloch des Stollens befand sich westlich vom Kampheuers Hof, im Bereich der heutigen Liegnitzer Straße. Im Jahr 1768 wurde das Feld Ringeltaube vermessen. Bereits in den Anfangsjahren kam es zu Streitigkeiten mit den Gewerken der benachbarten Bergwerke Steinbergerbank und Stephansbank. Hintergrund dieser Streitigkeiten war die Lage der gemeinsamen Markscheide. Die Gewerken der beiden Nachbarbergwerke beriefen sich auf ältere Rechte. Am 16. September des Jahres 1769 wurde ein Vergleich mit den Gewerken der Zeche Stephansbank geschlossen. Im Jahr 1771 war das Bergwerk in Betrieb. Am 27. Februar desselben Jahres waren als Gewerke der Freiherr Clemens August von Elverfeldt, Johann Kipper, Johann Peter Mercklinghaus, Johann Diedrich Ruhrmann, die Wittwe Oberste Frielinghaus und Johann Caspar Hundeicker in die Unterlagen des Bergamtes eingetragen. Johann Kipper, Johann Peter Mercklinghaus und Johann Diedrich Ruhrmann waren mit einem Anteil von 25 3/5 Kuxen an dem Bergwerk beteiligt. Freiherr Clemens August von Elverfeldt, Johann Caspar Hundeicker und die Wittwe Oberste Frielinghaus besaßen 17 1/15 Kuxe. Die Rezeßgelder waren bezahlt worden. Im Jahr 1790 war in der Niemeyerschen Karte ein Alter Schacht in Wullen eingetragen.

### Die weiteren Jahre
Das Bergwerk war in den ersten Jahren nicht regelmäßig in Betrieb. Gründe hierfür waren zum einen das nur geringmächtige Flöz und zum anderen die Streitigkeiten mit den Nachbarbergwerken. Seit 1819 ist der Betrieb dieser Grube schriftlich nachgewiesen. Bereits sieben Jahre später wurde am 9. Dezember des Jahres 1826 das Längenfeld Ringeltaube verliehen. Im Jahr 1850 beantragte der Lehnträger von Ringeltaube beim Bergamt den weiteren Betrieb des Bergwerks. Noch im selben Jahr wurden Schürfarbeiten durchgeführt. Über mehrere kleinere Schürfschächte wurde das Grubenfeld untersucht. Bei den Untersuchungen stellte sich heraus, dass die ertragreichen Flöze nur mittels Tiefbau zu erreichen waren. Zum Jahresende 1850 wurde der Betrieb eingestellt. Am 19. Mai des Jahres 1857 wurden die Geviertfelder Ringeltaube I und Ringeltaube II und eine Eisensteinberechtsame verliehen. Im Jahr 1862 wurde mit den Teufarbeiten für den seigeren Schacht Meyer begonnen. Mit diesem Schacht wurde der Übergang zum Tiefbau eingeleitet. Der Schacht wurde am Fuß des Annener Berges angesetzt. Noch im selben Jahr erreichte der Schacht eine Teufe von 17 Lachtern. Das Bergwerk gehörte zu diesem Zeitpunkt zum Bergrevier Bochum. Im Jahr 1863 wurde im Nordflügel mit den Teufarbeiten für einen Wetterschacht begonnen. Die Teufarbeiten am ersten Schacht schritten weiter voran. Die Wasserzuflüsse waren sehr gering, es floss pro Minute ein Kubikfuß Wasser in den Schacht. Bei einer Teufe von 44 Lachter wurde ein Steinkohlenflöz mit einer Mächtigkeit von 28 Zoll durchteuft. Noch im selben Jahr erreichte der Schacht eine Teufe von 45 Lachtern. Das Bergwerk gehörte zu diesem Zeitpunkt zum Bergrevier Witten.
Im Jahr 1864 wurde bei einer Teufe von 91 Metern (+37 m NN) die Wettersohle angesetzt. Noch im selben Jahr wurde mit der Förderung im Tiefbau begonnen. Der Abgebaut erfolgte im Flöz Geitling. Im Jahr 1865 wurde die Zeche Ringeltaube mittels einer Pferdeeisenbahn mit der Bahnlinie der Bergisch-Märkischen Eisenbahn direkt verbunden. Im selben Jahr wurde eine zweite Dampfmaschine zur Verstärkung der Wasserhaltung in Betrieb genommen. Die Maschine wurde über Tage auf der Nordseite des Schachtgebäudes installiert. Im Jahr 1866 wurde bei einer Teufe von 151 Metern (−25 m NN) die erste Tiefbausohle angesetzt. Im Jahr 1869 wurden die Teufarbeiten an Schacht Meyer weiter geführt. Noch im selben Jahr erreichte der Schacht eine Gesamtteufe von 105½ Lachter. Bei einer Teufe von 214 Metern (−88 m NN) wurde die zweite Tiefbausohle angesetzt. In den Folgejahren wurde das Bergwerk mittels Querschlägen weiter ausgerichtet. Diese wurden in beiden Feldesteilen aufgefahren. Auch im nördlichen Gegenflügel der Zeche Hamburg Tiefbau befand sich das Abbaufeld von Ringeltaube. Hierdurch kam es zu Streitigkeiten zwischen beiden Bergwerken. Die Zeche Hamburg befürchtete, dass durch den Abbau von Ringeltaube das Grubenwasser in ihre Abbaue fließen könnte. Im Jahr 1872 wurde zwischen der ersten und der zweiten Tiefbausohle eine Mittelsohle angesetzt. Um das Jahr 1874 wurden aufgrund der Abbauprobleme Verhandlungen zwischen den Zechen Hamburg Tiefbau und Ringeltaube geführt, die aber zunächst zu keinem Ergebnis führten. Hamburg Tiefbau bot Ringeltaube für den Verzicht des weiteren Abbaus im nördlichen Gegenflügel einen Teil des Feldes Krüger an. Im Jahr 1874 wurde Carl Hahne Vorsitzender des Grubenvorstandes.

### Der weitere Betrieb
Im Jahr 1877 wurde im Nordfeld mit den Teufarbeiten für einen Wetterschacht begonnen. Im Jahr 1879 wurde mit Einverständnis der Zeche Hamburg Tiefbau und mit Genehmigung des Bergamtes mit der Auffahrung einer Richtstrecke nach Osten in das Feld Krüger begonnen. Das Feld befand sich vor dem Rüdinghauser Sprung. Im Jahr 1882 wurde mit dem Abbau im Feld Krüger einschließlich Beilehn begonnen. Die abgebauten Kohlen wurden vom Feld Krüger bis zum Schacht Meyer gefördert. An Schacht Meyer fand auch die Seilfahrt für die Bergleute statt. Aufgrund der großen Entfernung zwischen dem Abbaubereich und dem Förderschacht wurden für die Förderung weitere Grubenpferde eingesetzt. Im Jahr 1883 wurden die Teufarbeiten an Schacht Meyer wieder aufgenommen und der Schacht wurde tiefer geteuft. Noch im selben Jahr erreichte der Schacht eine Teufe von 269 Metern. Bei einer Teufe von 264 Metern (−138 m NN) wurde im selben Jahr die dritte Tiefbausohle angesetzt. Über diese neue Sohle wurde der bauwürdige Südflügel erschlossen. Hierfür wurde ein Querschlag nach Norden aufgefahren. Im Jahr 1885 wurden dringende Reparaturarbeiten an Schacht Meyer durchgeführt. Hierbei wurde im oberen Bereich des Schachtes der Schachtausbau erneuert und die Schachtwandung ausgemauert. Auch Teile der Schachteinbauten waren defekt und wurden ausgetauscht. Über Tage wurde eine neue Kaue für die Steiger errichtet. Im Laufe der Jahre war die Zusammenarbeit zwischen den Zechen Ringeltaube und Hamburg Tiefbau immer weiter gereift. Dadurch war es nun auch möglich, den Abbau im Grenzbereich zwischen den beiden Bergwerken zu tätigen. Im Jahr 1889 wurde ein Vertrag zwischen den beiden Bergwerken geschlossen. Aufgrund des Vertrages wurde nun Ringeltaube durch Vereinigte Hamburg erworben. Beide Bergwerke blieben aber zunächst eigenständig in Betrieb. Bedingt durch den Vertrag war es nun auch möglich geworden, die im Sicherheitspfeiler zwischen den beiden Bergwerken vorhandenen Kohlen abzubauen. Schacht Meyer blieb weiterhin Förderschacht für die im Baufeld Ringeltaube gewonnenen Kohlen. Eine Veränderung wurde allerdings bei der Wasserhaltung der beiden Bergwerke getätigt. Die im Baufeld von Ringeltaube anfallenden Grubenwässer aus den tiefer liegenden Bereichen wurden unter Tage zur Wasserhaltung von Hamburg geleitet und von dort nach über Tage gepumpt.

### Die letzten Jahre
Im Jahr 1890 waren die Kohlenvorräte des Bergwerks zum größten Teil aufgebraucht. Im Jahr 1891 wurde mit der Ausrichtung der Felder Krüger I und Krüger II begonnen. Im Jahr 1893 waren der Schacht Meyer als Förderschacht und zwei Wetterschächte in Betrieb. Im Jahr 1893 wurde im Feld Krüger abgebaut. Im Jahr 1894 wurde am Schacht Meyer eine Waschkaue für die Bergleute in Betrieb genommen. Im selben Jahr wurde ein Durchschlag zur Zeche Vereinigte Hamburg erstellt. Außerdem wurden in diesem Jahr im Ostfeld Krüger zwei kleine Wetterschächte geteuft. Im Jahr 1895 konsolidierte Ringeltaube mit dem Nachbarbergwerk Zeche Hamburg. Die Förderung im Schacht Meyer wurde eingestellt. Die im Feld Ringeltaube abgebauten Kohlen wurden unter Tage zum Schacht von Vereinigte Hamburg befördert. Der Betriebsteil Ringeltaube wurde zur Wetterschachtanlage umgebaut. Hierfür wurde am Schacht Meyer ein Grubenlüfter installiert und in Betrieb genommen. Fortan wurde Schacht Meyer ausschließlich als Wetterschacht für die Zeche Vereinigte Hamburg genutzt. Im Jahr 1898 erfolgte die endgültige Konsolidation zur Zeche Vereinigte Hamburg & Franziska. Im Jahr 1923 wurde der Betriebsteil Ringeltaube komplett geschlossen.

## Förderung und Belegschaft
Die ersten Förderzahlen des Bergwerks stammen aus dem Jahr 1867, in diesem Jahr wurden 20.760 Tonnen Steinkohle gefördert. Die ersten Belegschaftszahlen des Bergwerks stammen aus dem Jahr 1870, in diesem Jahr waren 248 Mitarbeiter auf dem Bergwerk beschäftigt. Die Förderung betrug in diesem Jahr über 50.000 Tonnen Steinkohle. Im Jahr 1875 lag die Belegschaftsstärke bei 483 Beschäftigten, die Förderung betrug 134.578 Tonnen Steinkohle. Auf dem Bergwerk wurden Fettkohlen mit guter Qualität gefördert. Die Kohlen waren zur Maschinenfeuerung geeignet. Im Jahr 1880 lag die Belegschaftsstärke bei 458 Beschäftigten, die Förderung betrug 118.989 Tonnen Steinkohle. Die maximale Förderung des Bergwerks wurde im Jahr 1885 erreicht. In diesem Jahr wurde eine Förderung von 140.888 Tonnen Steinkohle erbracht, die Belegschaftsstärke betrug 469 Beschäftigte. Im Jahr 1890 lag die Belegschaftsstärke bei 442 Beschäftigten, die Förderung betrug 112.706 Tonnen Steinkohle. Im Jahr 1894 waren noch 576 Mitarbeiter auf dem Bergwerk beschäftigt, es wurden 112.676 Tonnen Steinkohle gefördert. Dies sind die letzten bekannten Förder- und Belegschaftszahlen.

## Heutiger Zustand
Nach dem Zweiten Weltkrieg wurde im nördlichen Grubenfeld (Düren) eine Kleinzeche namens Ringeltaube II eingerichtet, die zuerst als Bestandteil der Zeche Borbachtal firmierte. Auf dem Gelände befindet sich heute die Tennis-Anlage des Tennis-Club Schwarz-Weiß Annen. Nach der Stilllegung von Vereinigte Hamburg und Franziska wurde Schacht Meyer bzw. Ringeltaube verfüllt, jedoch nicht mit der notwendigen Sorgfalt, wie sich 82 Jahre später zeigen sollte: Im Dezember 2007, als sich niemand auf der Tennisanlage befand, gab es einen Schachtverbruch, bei dem die Schachtfüllung auf 13 Meter absackte und ein kleines, aber tiefes Loch in den Boden riss. Hierbei traten anlässlich einer Begutachtung die oben angegebenen Details eines frühen Tiefbauschacht ans Tageslicht. Sowohl die Ummauerung der Schachtes als auch die anschließenden Felswände erwiesen sich als marode, so dass das Tagesloch neu befestigt und dann mit Beton ausgegossen werden musste.